# Alex Thelander
Alex Thelander (født 30. august 1989) er en dansk komiker, der har lavet standupcomedy siden marts 2008.
I 2011 var han et af "De Nye Håb" til Zulu Comedy Galla i Operaen. I 2013 vandt han DM i standup og fik et års kontrakt hos Funny Business Inc som præmie.
I maj 2013 var han på turné rundt i Danmark med Brian Mørk, Thomas Wivel og Anders Grau.

## Krænkelser
I foråret 2021 kom det frem, at Thelander uopfordret havde sendt adskillige upassende billeder, såkaldte Dick pics, til op mod 50 kvinder.
I marts måned sendte TV 2 dokumentaren Alex undskylder, hvor han undskyldte sin opførsel, som han begrundede med et pornomisbrug. Dokumentaren fik dog meget kritik, da mange kvinder mente, at det lod ham påtage sig rollen som offer, og gav et ensidet billede af problemstillingen.
Efter dette har Alex holdt sig ude af offentlighedens søgelys.

## Filmografi
- Simon Talbots Store Sketchshow (2016)
- Alex undskylder (2021)